# Moteméi

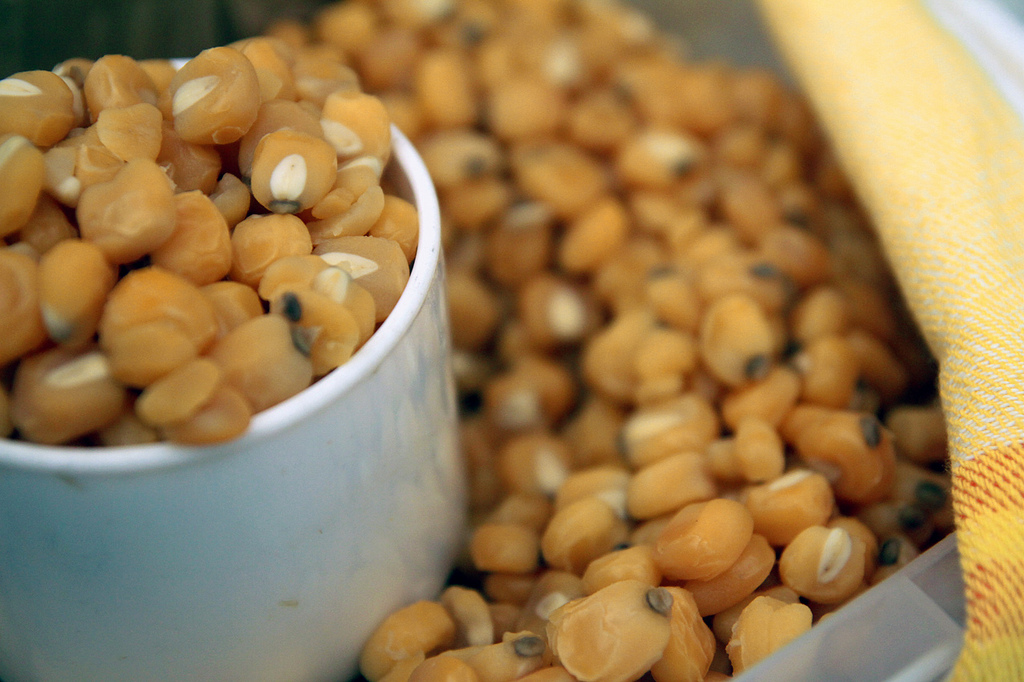
Moteméi.

El moteméi o motemei (mote maíz) es un tipo de mote, similar al mote de trigo, pero elaborado a base de maíz. Los moteros de antaño, de tanto gritar «mote de maíz» (y con su pronunciación particular), acabaron bautizando este grano como motemei (aunque el nombre correcto es Mote Maíz).

## Origen
El origen del nombre «motemei» procede de la transformación del término maíz, que al grito del pregón popular fue cambiando con el tiempo por el conocido mei.
Los quechuas llamaban al maíz hervido con el nombre de «mot’e» o «mut’i», mientras que los mapuches usaron el término «muthi» o «muti» para el maíz y el trigo cocido. El motemei es por tanto «mote de maíz».

## Preparación
La preparación del producto es un proceso largo, llegando a tardar cerca de 9 horas y parte con la cocción de los granos de maíz en abundante agua con cenizas (lejía) para que bote el hollejo y quede pelado. Después se lava, se frota, se saca el carboncillo y ya limpio parte la segunda cocción hasta que está listo para poner en la canasta.

## El motemei
El «motero» o «motemei» es un personaje característico y muy popular como comerciante callejero. Tradicionalmente era un individuo que vivía en las afueras de la ciudad y hacía su entrada especialmente en las noches de otoño e invierno, con un canasto colgando del brazo, cuyo contenido iba cubierto por albos paños que resguardaban el calor del mote de maíz. 
Este personaje llevaba un farol de confección casera con una vela en su interior para iluminar su camino. Su pregón era el siguiente: «¡Mote'e mei, pelao el meyo, calentitoooo!», grito con el cual el motemei anunciaba su producto.
Carlos Martínez Becerra es conocido como el último motemei de Valparaíso', un oficio que fue declarado Patrimonio Intangible de la ciudad de Valparaíso, Chile. Durante más de 40 años siguió el mismo recorrido que le enseñó su abuelo. El lunes salía a Playa Ancha, el martes al cerro Los Placeres, el miércoles a Cerro Alegre y Concepción, el jueves por Recreo y Viña del Mar, y el viernes las partes bajas de cada sector. Esta ruta la heredó junto con la receta.
En la actualidad, la ciudad de Rancagua alberga uno de los últimos motemei, llamado Carlos Garrido Riquelme de 60 años, con más de 45 años vendiendo motemei y que lo sigue vendiendo actualmente, oficio que heredo de su padre que le enseñó todo lo que sabe a la edad de 10 años cuando él salía a vender el producto junto con su progenitor.
“Calentinto el Motemei, peladito el Motemei, que rico el Motemei”, así ofrece su producto diariamente, Víctor Castro Ulloa, Vendedor de Motemei en la comuna de Puente Alto. Siendo un personaje fundamental dentro del patrimonio popular chileno.  Por más de 40 años  ha recorrido todo Puente Alto y algunas comunas de la zona sur del Gran Santiago vendiendo el tradicional motemei que el mismo elabora.  
A las 6 de la tarde, luego de una ardua jornada como Soldador, y creador de figuras de fierro, Víctor, retrocede en el tiempo, y se viste como vendedor de Motemei de principios del siglo XX, usando ojotas, sombrero, poncho, calcetas chilotas, y una camisa de cuadros, al igual como lo hizo su abuelo y su padre.